# Ліндон Раш
Ліндон Раш (англ. Lyndon Rush; нар. 24 листопада 1980) — канадський бобслеїст, призер Олімпійських ігор.
Раш виступає на міжнародних змаганнях із бобслею з 2004. 2008 року він здобув срібну медаль чемпіонату світу в складі канадської команди у міксті — командному змаганні, до якого входять бобслей та скелетон. Олімпійську бронзову медаль Раш здобув у Ванкувері, пілотуючи канадську четвірку.